# Сан Панкрацио Салентино
Сан Панкра̀цио Салентѝно (на италиански: San Pancrazio Salentino, на местен диалект Sammangràziu, Саманграциу) е град и община в Южна Италия, провинция Бриндизи, регион Пулия. Разположен е на 62 m надморска височина. Населението на общината е 10 213 души (към 2010 г.).